# José García-Riquelme y Venero
José García-Riquelme y Venero (Madrid, 15 de abril de 1865-Ib., 22 de diciembre de 1905) fue un actor, director y empresario de teatro español. Además, ostentó el cargo de director escénico del Teatro de la Zarzuela.

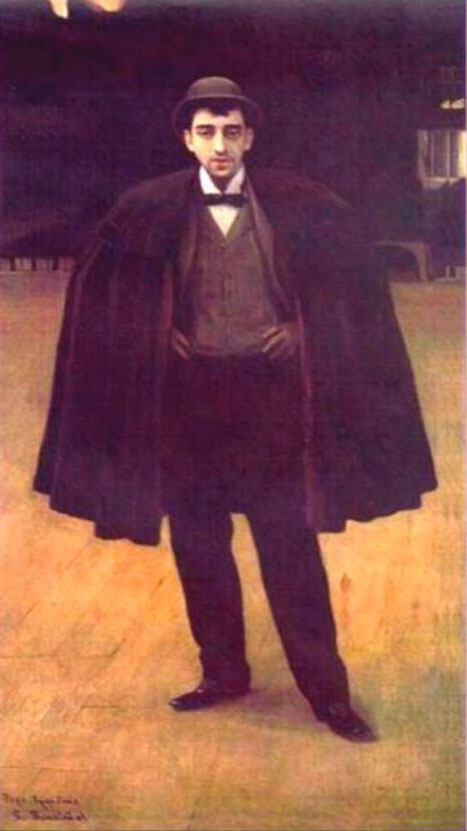
El actor Don José Riquelme, óleo de Santiago Rusiñol (1896). Institut del Teatro Barcelona.

## Biografía
José García-Riquelme y Venero nació en Madrid el 15 de abril de 1865, hijo del prestigioso actor Antonio Riquelme, creador, junto a los actores Luján y Vallés, del género chico.
José desde muy joven quiso ser actor, ante la oposición de su padre, estudió el bachiller; dotado de una inteligencia y retentiva privilegiadas, estudió las carreras de medicina y derecho, pero su afición al teatro, le impidió ejercer estas carreras.
Debutó en el Teatro Martín con la obra Toros en París, zarzuela que sirvió, no solo para demostrar que el joven artista tenía la solera de su padre, sino que, además de actor, era un excelente tenor.
Su carrera la desarrolló principalmente en los teatros Eslava, de la Zarzuela y Apolo. Cultivó casi con exclusividad el género chico, pero sus dotes artísticas le hacían apto para mayores empresas, como lo demostró en el difícil tipo de Juan José.
La historia de los más grandes éxitos del género chico, va unida al nombre de Riquelme; obras como Los timplaos, El bateo, El rey del valor, El puñao de rosas, La marcha de Cádiz y tantas otras, prolijo de enumerar, fueron estrenadas por él, y en ellas hizo creaciones de tipos que nadie ha superado.
Riquelme estaba en posesión de numerosas condecoraciones, premios y diplomas de mérito.
Estaba casado con la actriz Elena Salvador Irigoyen, con la que tuvo cinco hijos, entre ellos, el actor de cine Antonio Riquelme.
Al margen de su carrera teatral, escribió algunas piezas esporádicas para periódicos y revistas de su época como Vida Galante.

## Referencias

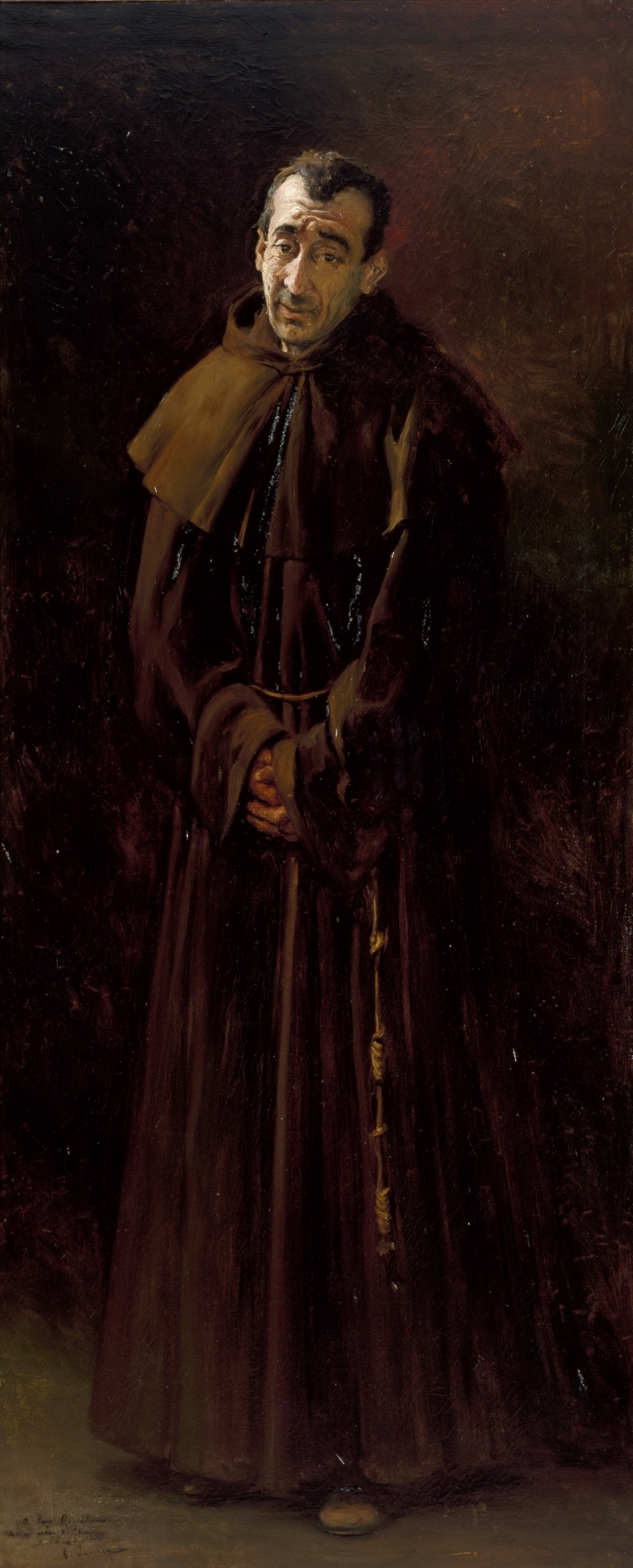
El actor Don José Riquelme en El famoso colirón, obra de Salvador Viniegra (1904). Museo del Prado, Madrid.